# Donji Morinj
Donji Morinj este un sat din comuna Kotor, Muntenegru. Conform datelor de la recensământul din 2003, localitatea are 261 de locuitori (la recensământul din 1991 erau 245 de locuitori).

## Demografie
În satul Donji Morinj locuiesc 210 persoane adulte, iar vârsta medie a populației este de 41,7 de ani (40,3 la bărbați și 42,8 la femei). În localitate sunt 92 de gospodării, iar numărul mediu de membri în gospodărie este de 2,84.
Populația localității este foarte eterogenă.
|  |

| Demografie | Demografie | Demografie |
| An         | Locuitori  | Locuitori  |
| ---------- | ---------- | ---------- |
|            |            |            |
|            |            |            |
|            |            |            |
|            |            |            |
| 1948       | 259        |            |
| 1953       | 247        |            |
| 1961       | 250        |            |
| 1971       | 243        |            |
| 1981       | 257        |            |
| 1991       | 245        | 235        |
| 2003       | 264        | 261        |

| \| Componența etnică conform recensământului din 2003[2] \| Componența etnică conform recensământului din 2003[2] \| Componența etnică conform recensământului din 2003[2] \| Componența etnică conform recensământului din 2003[2] \| Componența etnică conform recensământului din 2003[2] \| \| ----------------------------------------------------- \| ----------------------------------------------------- \| ----------------------------------------------------- \| ----------------------------------------------------- \| ----------------------------------------------------- \| \| \| \| \| \| \| \| Sârbi \| Sârbi \| \| 161 \| 61,68% \| \| Muntenegreni \| Muntenegreni \| \| 68 \| 26,05% \| \| Croați \| Croați \| \| 11 \| 4,21% \| \| Iugoslavi \| Iugoslavi \| \| 4 \| 1,53% \| \| Macedoneni \| Macedoneni \| \| 2 \| 0,76% \| \| Germani \| Germani \| \| 1 \| 0,38% \| \| Musulmani \| Musulmani \| \| 1 \| 0,38% \| \| necunoscută \| necunoscută \| \| 0 \| 0% \| |              |  |     |        |
| Componența etnică conform recensământului din 2003 |              |  |     |        |
| |              |  |     |        |
| Sârbi | Sârbi        |  | 161 | 61,68% |
| Muntenegreni | Muntenegreni |  | 68  | 26,05% |
| Croați | Croați       |  | 11  | 4,21%  |
| Iugoslavi | Iugoslavi    |  | 4   | 1,53%  |
| Macedoneni | Macedoneni   |  | 2   | 0,76%  |
| Germani | Germani      |  | 1   | 0,38%  |
| Musulmani | Musulmani    |  | 1   | 0,38%  |
| necunoscută | necunoscută  |  | 0   | 0%     |